# Herzgruft

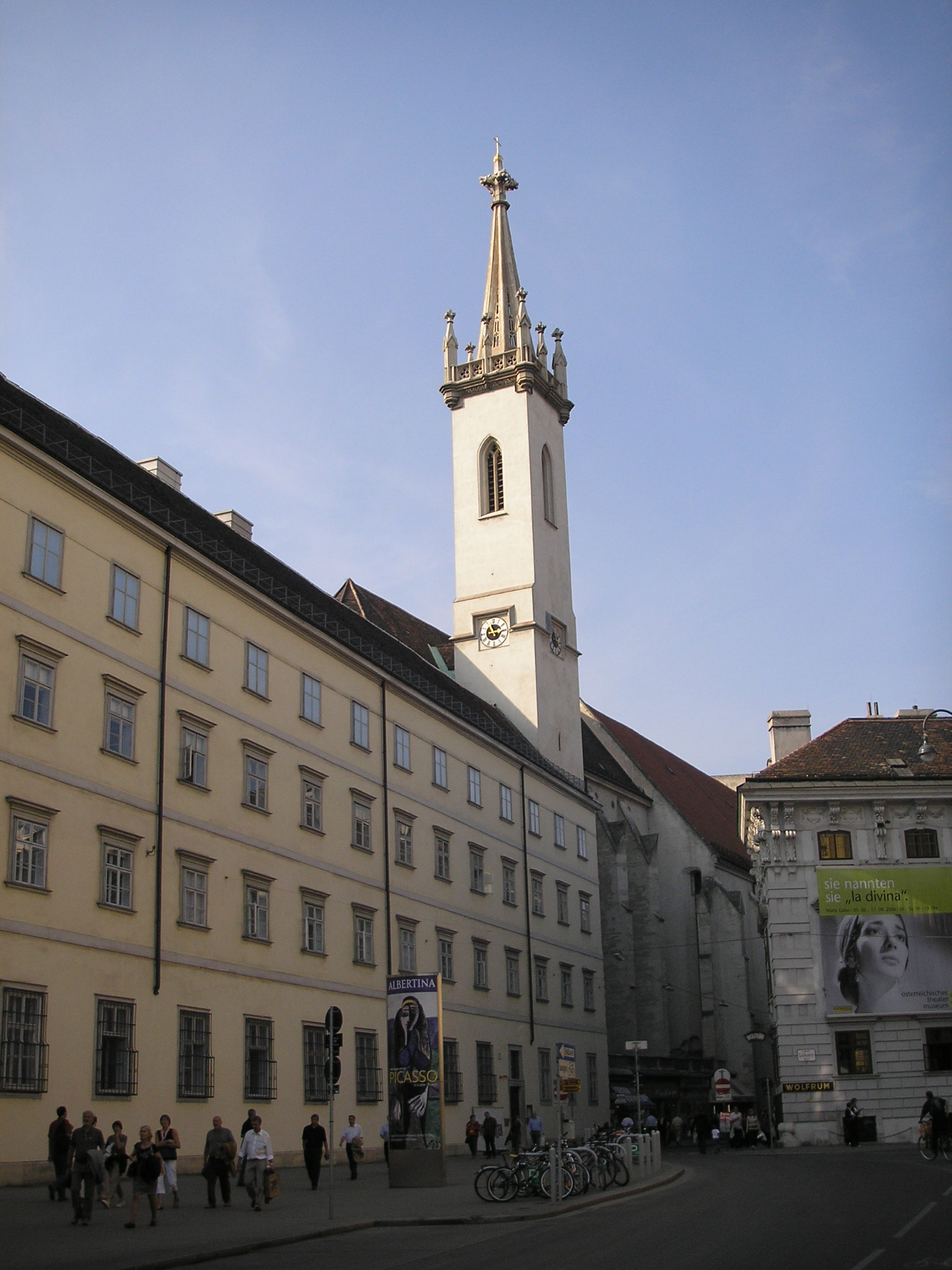
LAugustinerkirche, chiesa di Sant'Agostino

La Herzgruft (letteralmente Cripta dei cuori) è la camera che protegge le 54 urne contenenti i cuori dei membri della dinastia degli Asburgo. Si tratta di una piccola stanza fuori dalla Cappella di San Giorgio dell'Augustinerkirche, inserita nel complesso dell'Hofburg, nel centro di Vienna.
Il primo cuore (quello di re Ferdinando IV dei Romani) venne posto nell'Augustinerkirche il 10 luglio 1654, e l'ultimo (quello dell'arciduca Francesco Carlo d'Asburgo-Lorena) l'8 marzo 1878.
I corpi di tutti coloro i cui cuori sono qui posti (ad eccezione di tre) sono inumati nella cripta imperiale di Vienna, a pochi isolati di distanza.

## I cuori presenti nella Herzgruft

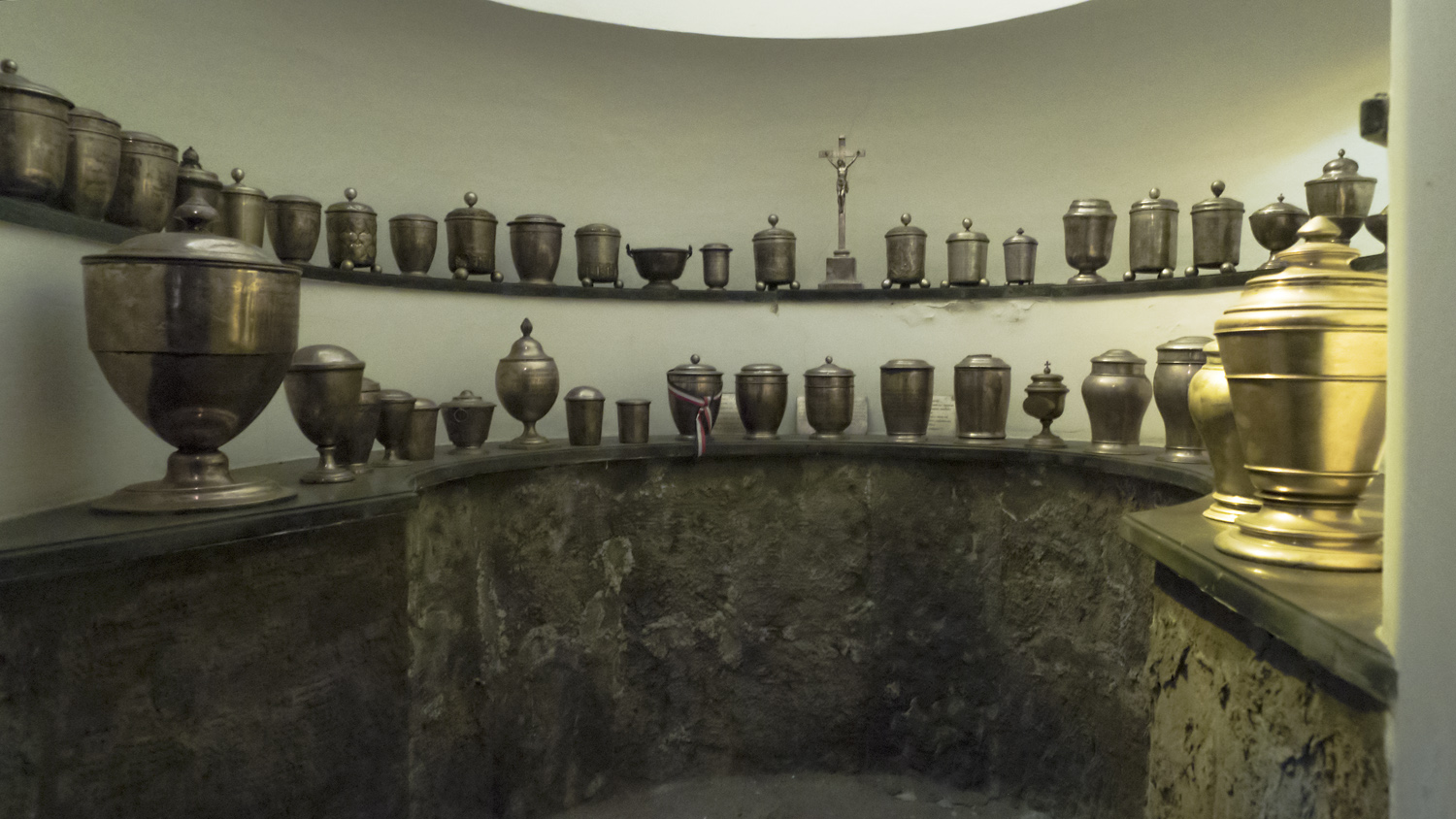
La Cripta dei Cuori

### Fila superiore
Nella fila superiore, sistemati in ordine di data di morte (da sinistra verso destra):
- 1 - Imperatrice Anna del Tirolo (4 ottobre 1585 - 15 dicembre 1618). Figlia di Ferdinando II, Duca del Tirolo e moglie del cugino imperatore Mattia. Sepolta nella tomba 1 della cripta imperiale.
- 2 - Imperatore Mattia d'Asburgo (1557 - 1619). Terzo figlio dell'imperatore Massimiliano II. Marito dell'imperatrice Anna. Sepolto nella tomba 2 della cripta imperiale.
- 3 - Imperatore Ferdinando II (1578 - 1637). Primogenito dell'arciduca Carlo II di Stiria. Seppellito nel Duomo di Graz.
- 4 - Re Ferdinando IV dei Romani (8 settembre 1633 - 9 luglio 1654). Primogenito dell'imperatore Ferdinando III. Fondatore dell'Herzgruft. Sepolto nella tomba 29 della cripta imperiale.
- 5 - Arciduca Leopoldo Guglielmo (6 aprile 1614 - 20 novembre 1662). Figlio dell'imperatore Ferdinando II. Nominato all'età di 13 anni per occupare la sede lasciata da suo zio Leopoldo a Halberstaedt (quando compì 22 anni, venne confermato dal Papa), divenne in seguito anche vescovo di Olomouc, vescovo di Breslavia, e Gran Maestro dei Cavalieri Teutonici. Sepolto nella tomba 115 della cripta imperiale.
- 6 - Imperatrice Margherita Teresa (12 agosto 1651 - 12 marzo 1673). Nipote e prima moglie dell'imperatore Leopoldo I. Sepolta nella tomba 20 della cripta imperiale.
- 7 - Imperatrice Eleonora Maddalena di Gonzaga-Nevers (18 novembre 1630 - 6 dicembre 1686). Terza moglie dell'imperatore Ferdinando III. Fondatrice dell'Ordine della croce stellata (Sternkreuzorden). Sepolta nella tomba 19 della cripta imperiale.
- 8 - Arciduchessa Maria Antonia (18 gennaio 1669 - 24 dicembre 1692). Figlia dell'imperatore Leopoldo I e moglie di Massimiliano II Emanuele di Baviera. Sepolta nella tomba 28 della cripta imperiale.
- 9 - Arciduchessa Maria Teresa (1684 - 1696). Figlia dodicenne dell'imperatore Leopoldo I. Sepolta nella tomba 25 della cripta imperiale.
- 10 - Arciduchessa Maria Giuseppa (1687 - 1703). Figlia dell'imperatore Leopoldo I. Sepolta nella tomba 16 della cripta imperiale.
- 11 - Imperatore Leopoldo I (9 giugno 1640 - 5 maggio 1705). Secondo figlio dell'imperatore Ferdinando III e padre degli Imperatori Giuseppe I e Carlo VI. Sepolto nella tomba 37 della cripta imperiale.
- 12 - Imperatore Giuseppe I (1678 - 1711). Figlio dell'imperatore Leopoldo I. Sepolto nella tomba 35 della cripta imperiale.
- 13 - Imperatore Carlo VI (1º ottobre 1685 - 20 ottobre 1740). Figlio più giovane dell'imperatore Leopoldo I. Sepolto nella tomba 40 della cripta imperiale.
- 14 - Arciduchessa Maria Elisabetta (1680 - 1741). Figlia dell'imperatore Leopoldo I. Sepolta nella tomba 38 della cripta imperiale.
- 15 - Arciduchessa Maria Anna (14 settembre 1718 - 16 dicembre 1744). Figlia dell'imperatore Carlo VI e sorella dell'imperatrice Maria Teresa. Sepolta nella tomba 39 della cripta imperiale.
- 16 - Principessa  Innominata (1744). Figlia del principe Carlo di Lorena e dell'arciduchessa Maria Anna. Sepolta nella tomba 47 della cripta imperiale.
- 17 - Imperatrice Elisabetta Cristina di Brunswick-Wolfenbüttel (28 agosto 1691 - 21 dicembre 1750). Moglie (1708) dell'imperatore Carlo VI e madre dell'imperatrice Maria Teresa. Sepolta nella tomba 36 della cripta imperiale.
- 18 - Arciduca Carlo Giuseppe Emanuel Johann Nepomuck Anton Prokop (1º febbraio 1745 - 18 gennaio 1761). Secondo figlio dell'imperatore Francesco Stefano I e dell'imperatrice Maria Teresa. Sepolto nella tomba 44 della cripta imperiale.
- 19 - Arciduchessa Maria Giovanna Gabriella Giuseppa Antonia (4 febbraio 1750 - 23 dicembre 1762). Ottava figlia dell'imperatore Francesco Stefano I e dell'imperatrice Maria Teresa. Sepolta nella tomba 45 della cripta imperiale.
- 20 - Imperatore Francesco I Stefano (Lunéville, 8 dicembre 1708 - Innsbruck, 18 agosto 1765). Duca della Lorena e Gran Duca della Toscana. Marito dell'imperatrice Maria Teresa. Sepolto nella tomba 55 della cripta imperiale.
- 21 - Imperatrice Maria Teresa (13 maggio 1717 - 29 novembre 1780). La più anziana discendente dell'imperatore Carlo VI, la sua ascensione fu contestata e ufficialmente la corona dell'Impero spettò a suo marito (1736), l'imperatore Francesco Stefano I. Sepolta nella tomba 56 della cripta imperiale.
- 22 - Arciduchessa Luisa Elisabetta (Vienna, 18 febbraio 1790 - Vienna, 24 giugno 1791). Prima figlia neonata dell'imperatore Francesco II e dell'imperatrice Maria Teresa Carolina. Sepolta nella tomba 66 della cripta imperiale.
- 23 - Imperatore Leopoldo II (1747 - 1792). Terzo figlio dell'imperatrice Maria Teresa. Sepolto nella tomba 113 della cripta imperiale.
- 24 - Imperatrice Maria Ludovica (24 novembre 1745 - 15 maggio 1792). Moglie dell'imperatore Leopoldo II e madre dell'imperatore Francesco II. Sepolta nella tomba 114 della cripta imperiale.
- 25 - Arciduchessa Maria Carolina Leopoldina Francesca Teresa Giuseppa Medarda (Vienna, 8 giugno 1794 - Vienna, 16 marzo 1795). Figlia dell'imperatore Francesco II e di Maria Teresa Carolina. Sepolta nella tomba 95 della cripta imperiale.
- 26 - Arciduca Alessandro Leopoldo Giovanni Giuseppe, Palatino di Ungheria (Poggio Imperiale, 14 agosto 1772 - Laxenburg, 12 luglio 1795). Quarto figlio dell'imperatore Leopoldo II e dell'imperatrice Maria Ludovica. Sepolto nella tomba 64 della cripta imperiale.
- 27 - Arciduchessa Maria Amalia Giuseppa Giovanna Caterina Teresa (Firenze, 15 ottobre 1780 - Vienna, 25 dicembre 1798). Figlia dell'imperatore Leopoldo II e dell'imperatrice Maria Ludovica. Sepolta nella tomba 65 della cripta imperiale.
- 28 - Arciduchessa Maria Cristina Giovanna Giuseppa Antonia ("Mimi") (3 maggio 1742 - 24 giugno 1798) Figlia favorita dell'imperatrice Maria Teresa e moglie del duca Alberto di Teschen. Il famoso e toccante monumento che egli fece erigere dal celebre scultore Antonio Canova in sua memoria si trova nella navata dell'Augustinerkirche. Sepolta nella tomba 112 della cripta imperiale.
- 29 - Arciduchessa Carolina Ludovica Leopoldina (Vienna, 9 dicembre 1795 - Schloß Hetzendorf, 30 giugno 1799). Quarta figlia dell'imperatore Francesco II e dell'imperatrice Maria Teresa. Sepolta nella tomba 87 della cripta imperiale.
- 30 - Arciduca Massimiliano Francesco (8 dicembre 1756 - 26 luglio 1801). Figlio minore dell'imperatrice Maria Teresa. Arcivescovo di Colonia. Sepolto nella tomba 118 della cripta imperiale.
- 31 - Arciduchessa Carolina Ferdinanda (1793 - 1802). Figlia dell'imperatore Francesco II e dell'imperatrice Maria Teresa. Sepolta nella tomba 79 della cripta imperiale.
- 32 - Granduchessa 'Luisa Maria Amalia (Napoli, 27 luglio 1773 - Vienna, 19 settembre 1802). Figlia della regina Maria Carolina di Napoli e Sicilia. Prima moglie (1790) di Ferdinando III, Granduca di Toscana. Sepolta nella tomba 84 della cripta imperiale.

### Fila inferiore
Nella fila inferiore, sistemati in ordine di data di morte (da sinistra verso destra):
- 33 - Duchessa Maria Amalia di Parma, Piacenza e Guastalla (Vienna, 26 febbraio 1746 - Praga, 18 giugno 1806). Figlia dell'imperatrice Maria Teresa. Sepolta nella Cattedrale di San Vito a Praga.
- 34 - Arciduca Ferdinando Carlo Antonio Giuseppe Giovanni Stanislao (1º giugno 1754 - 24 dicembre 1806). Quarto figlio dell'imperatrice Maria Teresa. Sepolto nella tomba 105 della cripta imperiale.
- 35 - Imperatrice Maria Teresa di Borbone-Napoli (Napoli, 6 giugno 1772 - Vienna, 13 aprile 1807). Seconda moglie (1790) all'età di 18 anni dell'imperatore Francesco II. Sepolta nella tomba 60 della cripta imperiale.
- 36 - Arciduca Giuseppe Francesco Leopoldo (Vienna, 9 aprile 1799 - Laxenburg, 30 giugno 1807). Secondo figlio dell'imperatore Francesco II e dell'imperatrice Maria Teresa Carolina. Sepolto nella tomba 69 della cripta imperiale.
- 37 - Arciduca Giovanni Nepomuceno Carlo (Vienna, 29 agosto 1805 - Vienna, 19 febbraio 1809). Quarto figlio dell'imperatore Francesco II e dell'imperatrice Maria Teresa Carolina. Sepolto nella tomba 71 della cripta imperiale.
- 38 - Regina Maria Carolina di Napoli e Sicilia (1752 - 1814). Figlia dell'imperatrice Maria Teresa. Sepolta nella tomba 107 della cripta imperiale.
- 39 - Imperatrice Maria Ludovica d'Asburgo-Este (Monza, 14 dicembre 1787 - Verona, 7 aprile 1816). Terza moglie (1808) all'età di vent'anni del cugino quarantenne imperatore Francesco II. Sepolta nella tomba 58 della cripta imperiale.
- 40 - Duca Alberto di Sassonia-Teschen (11 luglio 1738 - 10 febbraio 1822). Marito dell'arciduchessa Maria Cristina. Sepolto nella tomba 111 della cripta imperiale.
- 41 - Arciduca Rodolfo Francesco (1822). Figlio neonato dell'arciduca Carlo. Sepolto nella tomba 125 della cripta imperiale.
- 42 - Principe Napoleone Francesco Giuseppe Carlo, Duca di Reichstadt (1811 - 1832). Figlio di Napoleone Bonaparte e dell'imperatrice Maria Luisa (figlia dell'imperatore Francesco II). Sepolto nell'Hôtel des Invalides a Parigi.
- 43 - Imperatore Francesco II (Firenze, 12 febbraio 1768 - Vienna, 2 marzo 1835). Figlio più anziano dell'imperatore Leopoldo II. Sepolto nella tomba 57 della cripta imperiale.
- 44 - Arciduca Antonio Vittorio (31 agosto 1779 - 2 aprile 1835). Ottavo figlio dell'imperatore Leopoldo II. Ultimo Gran Maestro dell'Ordine dei Cavalieri Teutonici prima che Napoleone lo bandisse fuori dalle terre degli Asburgo. Sepolto nella tomba 103 della cripta imperiale.
- 45 - Arciduca Carlo, "il vincitore di Aspern" (1771 - 1847). Duca di Teschen, terzo figlio dell'imperatore Leopoldo II. Figlio adottivo di sua zia l'arciduchessa Maria Cristina e di Alberto di Sassonia-Teschen. Sepolto nella tomba 122 della cripta imperiale.
- 46 - Arciduca Ferdinando Carlo Giuseppe d'Austria-Este (1781 - 1850). Figlio dell'arciduca Ferdinando Carlo Antonio. Sepolto nella tomba 102 della cripta imperiale.
- 47 - Arciduca Francesco Giuseppe di Austria-Teschen (Groß-Seelowitz, 5 marzo 1855 - Groß-Seelowitz, 13 marzo 1855). Neonato primo figlio dell'Arciduca Carlo Ferdinando. Sepolto nella tomba 68 della cripta imperiale.
- 48 - Arciduchessa Maria Anna (Vienna, 8 giugno 1804 - Baden bei Wien, 28 dicembre 1858). Figlia dell'imperatore Francesco II e di Maria Teresa Carolina. Sepolta nella tomba 82 della cripta imperiale.
- 49 - Arciduchessa Ildegarda di Baviera (10 giugno 1825 - 2 aprile 1864). Moglie dell'arciduca Alberto. Sepolta nella tomba 129 della cripta imperiale.
- 50 - Arciduca Luigi Giuseppe (13 dicembre 1784 - 21 dicembre 1864). Undicesimo figlio dell'imperatore Leopoldo II. Sepolto nella tomba 104 della cripta imperiale.
- 51 - Gran Duchessa Maria Ferdinanda di Sassonia (Dresda, 27 aprile 1796 - Schloß Brandeis, Boemia, 3 gennaio 1865). Seconda moglie (1821) di Ferdinando III, Gran Duca della Toscana. Sepolta nella tomba 86 della cripta imperiale.
- 52 - Arciduchessa Matilde di Austria-Teschen (25 gennaio 1849 - 6 giugno 1867). Figlia dell'arciduca Alberto. Sepolta nella tomba 130 della cripta imperiale.
- 53 - Imperatore Ferdinando I d'Austria (1793 - 1875). Figlio dell'imperatore Francesco II. Sepolto nella tomba 62 della cripta imperiale.
- 54 - Arciduca Francesco Carlo (1802 - 1878). Terzo figlio dell'imperatore Francesco II e padre dell'imperatore Francesco Giuseppe. Sepolto nella tomba 135 della cripta imperiale.